# Frédéric de Montalban
Frédéric de Montalban, mort le 8 décembre 1282 à Längenfeld en Autriche, fut de 1279 à 1282 le 28e évêque de Freising et 1er Comte de l'Ötztal.

## Histoire et biographie
Les seigneurs de Montalban furent mentionnés pour la première fois en 1156 et étaient alors évêques dans le val de Venoste. Frédéric de Montalban quant à lui, fut en 1261 évêque à Trente et pasteur à Schlanders. Il était, avant sa nomination en tant qu'évêque de Freising, président de la Chambre haute de la ville de Freising.
Il reçut en 1279, de la part du Comte du Tyrol Meinhard II, le château de Petersberg qui devint la résidence officielle des nouveaux Comtes de l'Ötztal dont le titre venait d'être créé.
Frédéric de Montalban est mort le 8 décembre 1282 dans la ville de Längenfeld, laissant à ses successeurs un fief et un héritage important.

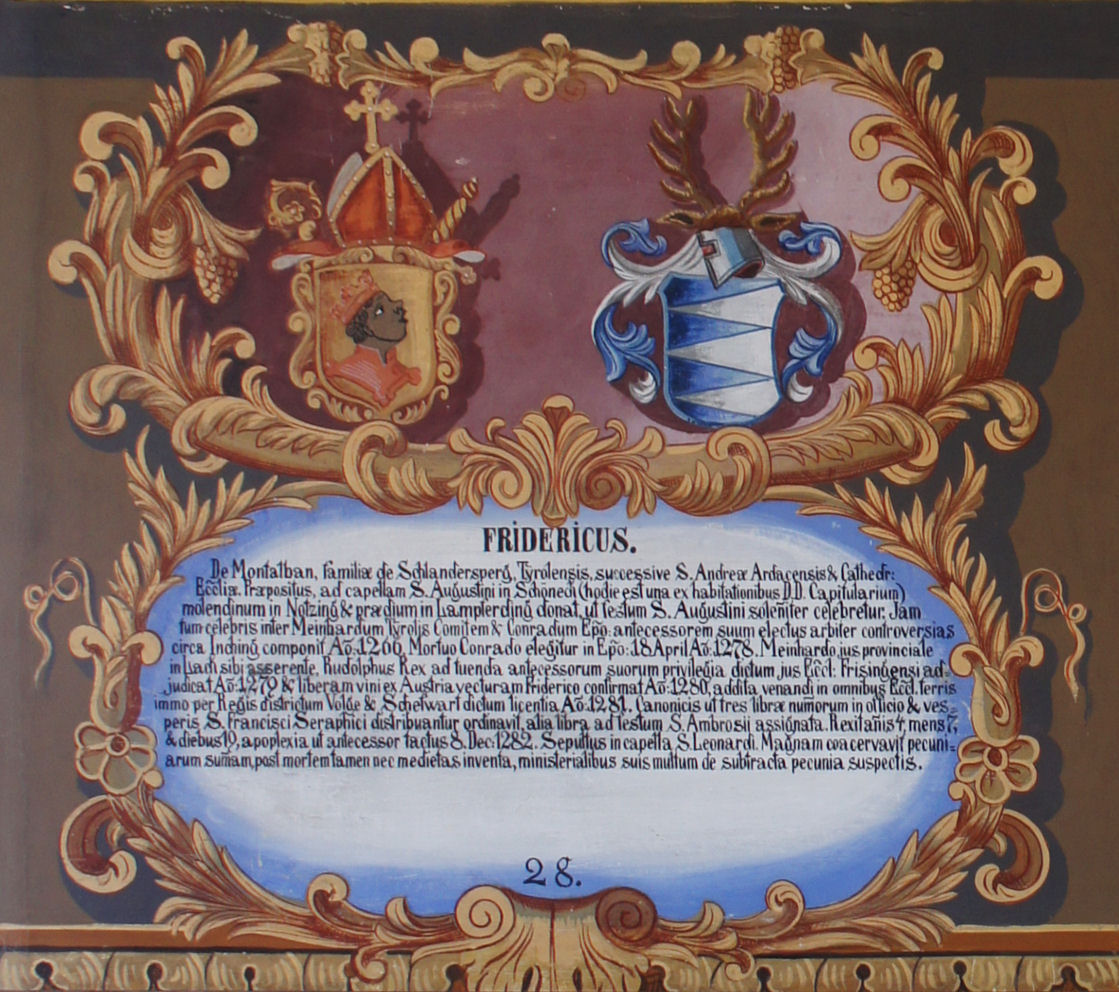
Les armes de Frédéric de Montalban.